# Eddie Deezen

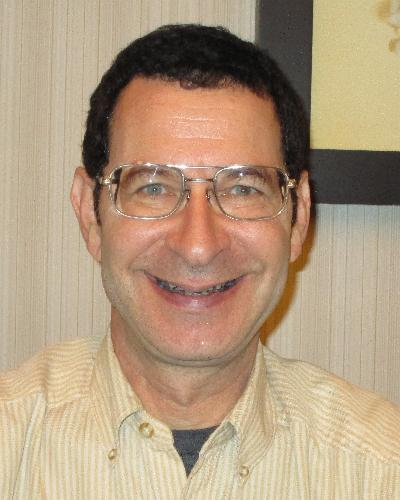
Eddie Deezen (2012)

Edward Harry „Eddie“ Deezen (* 6. März 1957 in Cumberland, Maryland) ist ein US-amerikanischer Schauspieler und Synchronsprecher.

## Leben
Deezen wurde in Cumberland, Maryland als Sohn von Irma und Robert Deezen geboren. Nach Abschluss der Highschool begab er sich nach Hollywood, um Stand-up-Comedy zu betreiben. Seinen Durchbruch hatte er als Nebendarsteller im Erfolgsfilm Grease (1978) sowie der Fortsetzung Grease 2 (1982), in welcher er jeweils die Rolle des Außenseiters Eugene Felsnick verkörperte. Auch in weiteren Filmen der 1980er-Jahre wie WarGames – Kriegsspiele oder Die Whoopee Boys war Deezen auf den Rollentypus des Nerds festgelegt. In jüngerer Vergangenheit arbeitete er vor allem als Sprecher für Zeichentrickfilme und -serien.
Im Frühjahr 2022 wurde Deezen wegen mehrfachen unerlaubten Betretens eines Pflegeheims festgenommen. Im August 2022 wurde bekannt, dass er aufgrund von psychischen Probleme sich nicht vor Gericht verantworten muss.

## Filmografie (Auswahl)
- 1978: Laserkill – Todesstrahlen aus dem All (Laserblast)
- 1978: Grease (Grease)
- 1978: I Wanna Hold Your Hand
- 1979: 1941 – Wo bitte geht’s nach Hollywood (1941)
- 1980: Midnight Madness – Wahnsinnsjagd um Mitternacht
- 1981: Rollerboy
- 1982: Der Typ mit dem irren Blick (Zapped)
- 1982: Grease 2 (Grease 2)
- 1983: WarGames – Kriegsspiele (WarGames)
- 1983: Magnum (Magnum, p.i., Fernsehserie, Folge 4.07)
- 1986: Die Whoopee Boys (The Whoopee Boys)
- 1986: Das Pechvogel-Quartett (The Longshot)
- 1988: Critters 2 – Sie kehren zurück (Critters 2: The Main Course)
- 1989: Beverly Hills Vamp
- 1994: Das Schweigen der Hammel (The Silence of the Hams)
- 1996: Agent 00 – Mit der Lizenz zum Totlachen (Spy Hard)
- 2004: Der Polarexpress (The Polar Express, Stimme des Besserwissers)
- 2015: SpongeBob Schwammkopf 3D (The SpongeBob Movie: Sponge Out of Water, Stimme einer Möwe)